# KXJB電視塔

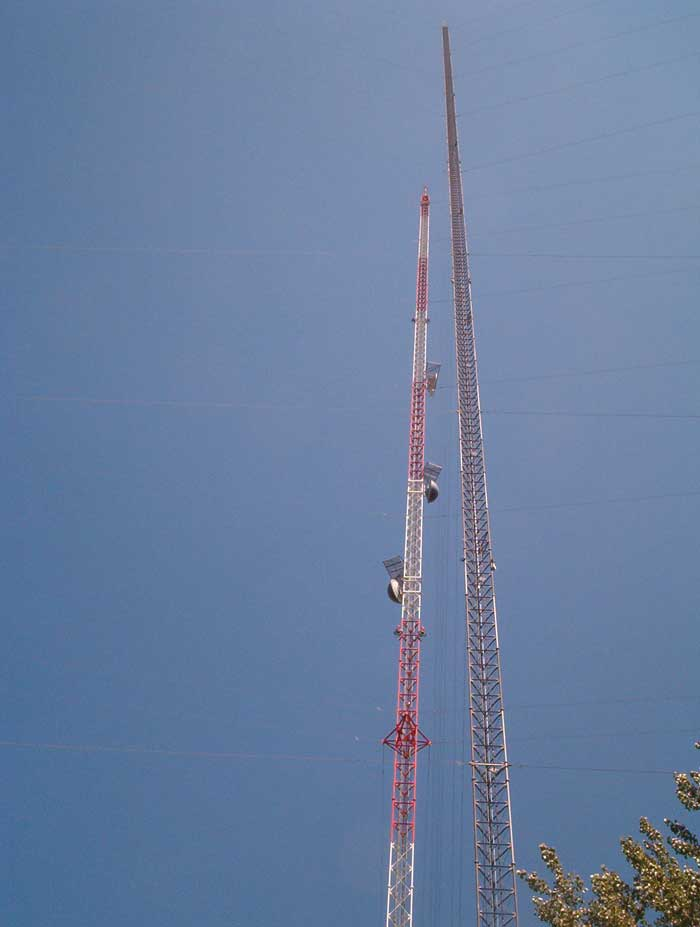
KXJB-TV電視塔

KXJB-TV電視塔（英語：KXJB-TV mast），是一個位於美國北達科塔州特雷尔县的電視傳送塔。塔高628公尺，比數英里外的KVLY電視塔矮1公尺，2008年4月8日被迪拜塔（后更名为哈里法塔）超越前曾是世界第二高的人造結構。

## 外部連結
- Structurae数据库中KXJB Tower (1966)的数据

- Structurae数据库中KXJB Tower (1968)的数据

- Structurae数据库中KXJB Tower (1998)的数据

- Archive of page at Channel 4
- Template:ASR
- Entry of 224 metres tower close to main tower in FCC-database （页面存档备份，存于）
- Listing at the Skyscraper Page （页面存档备份，存于）
- （页面存档备份，存于）
- （页面存档备份，存于）

47°16′45″N 97°20′27″W / 47.27917°N 97.34083°W